# Graduate School of Asia-Pacific Studies

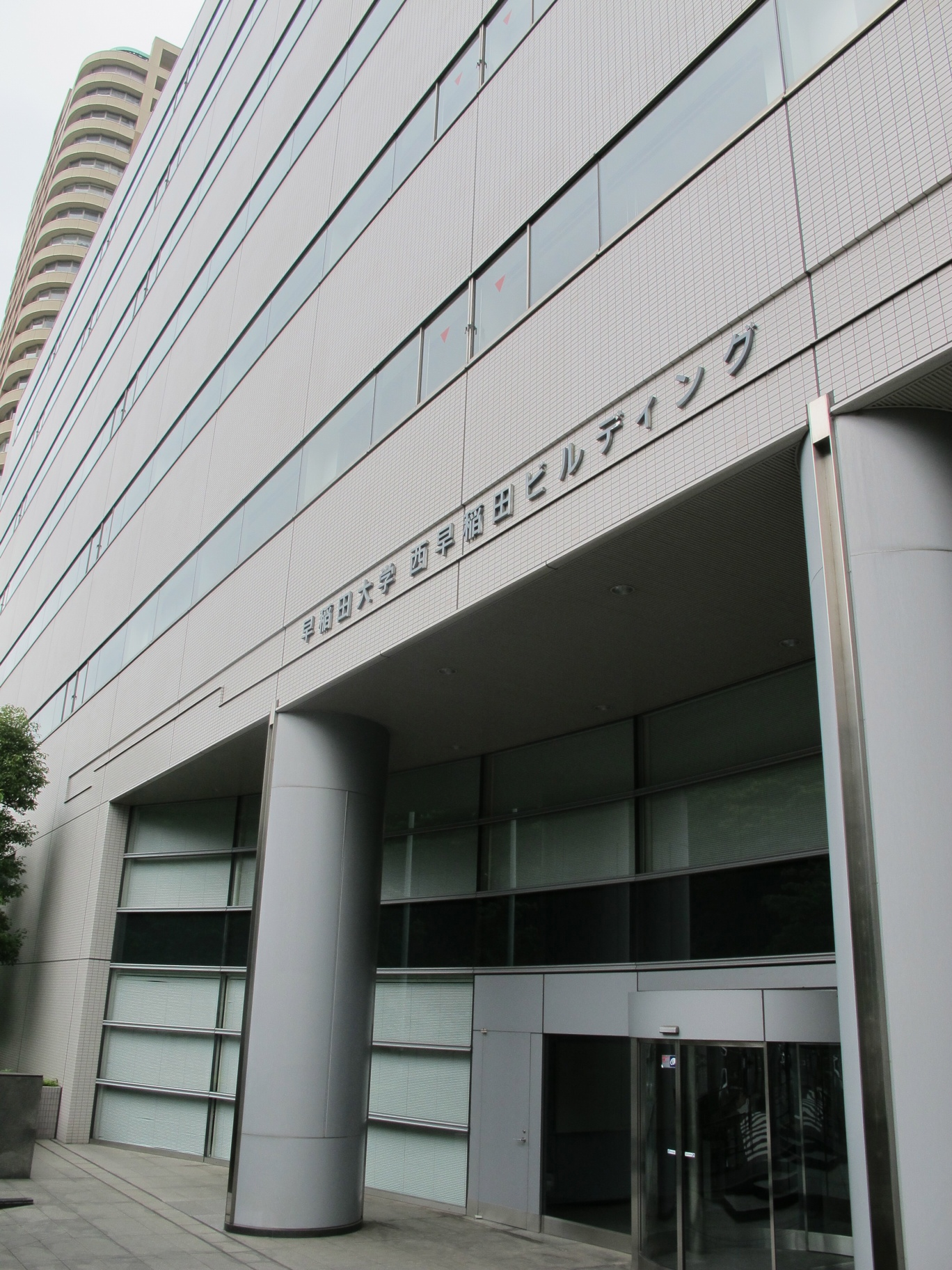
Reverendkim

La « Graduate School of Asia-Pacific Studies » (大学院アジア太平洋研究科 (), l'école supérieure d'études sur l'Asie-Pacifique) est une faculté de l'Université Waseda centrée sur les sciences sociales et les relations internationales. Elle a été créée en avril 1998. Les étudiants, professeurs, et anciens élèves de GSAPS viennent de plus de 50 pays, faisant de GSAPS la faculté la plus ouverte internationalement du Japon. Elle héberge également le GIARI, l'institut pour l'intégration régionale en Asie.

## Campus
Le campus de la GSAPS se situe au sein du campus urbain principal de l'université Waseda, à Shinjuku, au centre de Tokyo. Elle occupe le bâtiment no 19.

## Partenariats institutionnels
La GSAPS est en partenariat avec des universités étrangères telles que la London School of Economics, l'Université nationale de Singapour, Université nationale de Séoul, l'Université Fudan, etc.
L'école bénéficie aussi du réseau Erasmus Mundus mis en place par l'Union européenne. Grâce à cela, la GSAPS propose des programmes doctoraux avec l'Université libre de Bruxelles, Université de Warwick au Royaume-Uni, l'Université de Genève, etc.

## Enseignement et recherche
La GSAPS s'attache principalement à l'étude de l'Asie de l'Est et du Sud, grâce à une approche basée sur la science politique, les relations internationales, la géopolitique, etc. La scolarité annuelle est rythmée par les séminaires de recherche et les cours magistraux, et est organisée selon un calendrier annuel en quatre trimestres.